# 鬼雷砲良蔵
鬼雷砲 良蔵（きらいほう りょうぞう、1966年1月5日 - ）は、神奈川県横浜市南区出身で高田川部屋に所属した元大相撲力士。本名は内間 良三（うちま りょうぞう）。最高位は東前頭4枚目（1992年7月場所）。身長189cm、体重159kg。兄は、高田川部屋の元幕下力士・前乃富士。いわゆる「高田川三人衆」の1人であり、「三人衆」の中では、小結まで昇進した剣晃に次いで高位に上った。現役時代の趣味はトランプ。

## 概要・人物
中学校までは野球を経験したが、千秋楽の打ち上げや部屋へ遊びに行った時に勧誘され、返事をしないでいると地元新聞社から「兄弟力士誕生」の取材が来て話が大きくなってしまったので入門を決意した。初土俵は、1981年（昭和56年）3月場所。なお、同期の初土俵組には、後の前頭・豊ノ海や十両・琴冠佑などがいた。
以前は、「浜千鳥」という優しい四股名だった。この四股名は、叔父や自分が相撲大会で名乗っていた名を採って自分で命名した。幕下で低迷したので名前だけでも強くしようと親方から「鬼雷鉄砲（おにらいてっぽう）」の名を提案されたが、部屋の行司・木村和一郎の助言で「鬼雷砲」とした。鬼面山、雷電、大砲の歴代強豪から一文字ずつ取って組み合わせた四股名ともいえる。
気が弱く、立合いの厳しさに欠けるきらいはあったが、差し身のうまさを生かして立合いからもろ差しになって鋭く寄る速攻の取り口が持ち味だった。
1993年（平成5年）1月場所後に同門（高砂一門）の曙が64代横綱に昇進してからは、剣晃と共に曙の横綱土俵入りの露払い・太刀持ちを務めていたことがある。
新入幕から25場所連続幕内の地位を維持したが、三役昇進は果たせず、幕下に陥落した1996年（平成8年）7月場所限りで引退した。
引退後は日本相撲協会に残り、年寄・佐ノ山や同・山響として後輩達を指導していたが、1999年（平成11年）3月場所後に退職。
以降は、東京都内でラーメン屋を経営したり、新潟県内の温泉旅館で働いたりしていた。
2008年には、『スパスパ人間学!』の企画として血液型別ダイエットに取り組んでいる様子が放送される形で、消息が明らかになった。
因みに「鬼雷砲」の名は、アオシマのプラスチックモデルのデコトラ・トラックの名前にも採用されている。

## 略歴
- 1981年（昭和56年）3月 - 初土俵。
- 1988年（昭和63年）3月 - 新十両。
- 1991年（平成3年）11月 - 新入幕。
- 1996年（平成8年）7月 - 引退。

## 主な戦績
- 現役在位：92場所
- 通算成績：496勝489敗3休 勝率.504
- 幕内在位：25場所
- 幕内成績：177勝198敗 勝率.472

### 場所別成績
| | 一月場所 初場所（東京） | 三月場所 春場所（大阪） | 五月場所 夏場所（東京） | 七月場所 名古屋場所（愛知） | 九月場所 秋場所（東京） | 十一月場所 九州場所（福岡） |
| --- | ----------------------- | ----------------------- | ----------------------- | --------------------------- | ----------------------- | --------------------------- |
| 1981年 （昭和56年） | x                       | （前相撲）              | 西序ノ口22枚目 3–4      | 東序ノ口3枚目 4–3           | 西序二段123枚目 5–2     | 西序二段71枚目 5–2          |
| 1982年 （昭和57年） | 西序二段41枚目 3–4      | 西序二段56枚目 4–3      | 西序二段42枚目 1–6      | 東序二段70枚目 4–3          | 東序二段42枚目 5–2      | 西三段目90枚目 5–2          |
| 1983年 （昭和58年） | 東三段目54枚目 5–2      | 東三段目22枚目 3–4      | 西三段目39枚目 5–2      | 西三段目6枚目 3–4           | 西三段目24枚目 3–4      | 東三段目40枚目 4–3          |
| 1984年 （昭和59年） | 東三段目28枚目 3–4      | 東三段目45枚目 4–3      | 西三段目27枚目 1–3–3    | 西三段目56枚目 3–4          | 西三段目71枚目 5–2      | 東三段目38枚目 5–2          |
| 1985年 （昭和60年） | 東三段目7枚目 6–1       | 西幕下36枚目 3–4        | 東幕下46枚目 4–3        | 西幕下33枚目 2–5            | 東幕下60枚目 3–4        | 東三段目12枚目 5–2          |
| 1986年 （昭和61年） | 西幕下45枚目 5–2        | 東幕下27枚目 4–3        | 西幕下19枚目 2–5        | 東幕下39枚目 4–3            | 東幕下26枚目 2–5        | 西幕下44枚目 4–3            |
| 1987年 （昭和62年） | 東幕下35枚目 5–2        | 西幕下20枚目 4–3        | 東幕下13枚目 6–1        | 東幕下4枚目 3–4             | 東幕下9枚目 4–3         | 東幕下4枚目 4–3             |
| 1988年 （昭和63年） | 東幕下2枚目 5–2         | 西十両10枚目 7–8        | 西十両12枚目 9–6        | 東十両8枚目 9–6             | 西十両3枚目 5–10        | 西十両9枚目 7–8             |
| 1989年 （平成元年） | 西十両10枚目 8–7        | 東十両9枚目 7–8         | 東十両11枚目 9–6        | 西十両7枚目 8–7             | 西十両6枚目 5–10        | 西十両11枚目 3–12           |
| 1990年 （平成2年） | 西幕下8枚目 5–2         | 西幕下3枚目 3–4         | 西幕下6枚目 4–3         | 東幕下3枚目 5–2             | 東幕下2枚目 4–3         | 西幕下筆頭 3–4              |
| 1991年 （平成3年） | 西幕下4枚目 6–1         | 西十両11枚目 10–5       | 西十両4枚目 6–9         | 東十両8枚目 9–6             | 東十両4枚目 10–5        | 東前頭15枚目 9–6            |
| 1992年 （平成4年） | 東前頭10枚目 6–9        | 西前頭13枚目 9–6        | 東前頭7枚目 9–6         | 東前頭4枚目 7–8             | 西前頭4枚目 4–11        | 西前頭11枚目 7–8            |
| 1993年 （平成5年） | 西前頭13枚目 8–7        | 東前頭11枚目 6–9        | 西前頭14枚目 8–7        | 西前頭12枚目 8–7            | 東前頭7枚目 5–10        | 東前頭13枚目 8–7            |
| 1994年 （平成6年） | 東前頭9枚目 6–9         | 西前頭13枚目 9–6        | 東前頭7枚目 7–8         | 西前頭8枚目 7–8             | 東前頭11枚目 7–8        | 西前頭13枚目 8–7            |
| 1995年 （平成7年） | 東前頭11枚目 7–8        | 西前頭13枚目 8–7        | 東前頭9枚目 7–8         | 東前頭11枚目 6–9            | 西前頭14枚目 8–7        | 西前頭13枚目 3–12           |
| 1996年 （平成8年） | 東十両5枚目 7–8         | 東十両8枚目 7–8         | 西十両9枚目 2–13        | 東幕下11枚目 引退 3–4–0     | x                       | x                           |
| 各欄の数字は、「勝ち-負け-休場」を示す。 優勝 引退 休場 十両 幕下 三賞：敢=敢闘賞、殊=殊勲賞、技=技能賞 その他：★=金星 番付階級：幕内 - 十両 - 幕下 - 三段目 - 序二段 - 序ノ口 幕内序列：横綱 - 大関 - 関脇 - 小結 - 前頭（「#数字」は各位内の序列） |                         |                         |                         |                             |                         |                             |

### 幕内対戦成績
| 力士名   | 勝数 | 負数 | 力士名   | 勝数 | 負数 | 力士名   | 勝数 | 負数 | 力士名 | 勝数 | 負数 |
| -------- | ---- | ---- | -------- | ---- | ---- | -------- | ---- | ---- | ------ | ---- | ---- |
| 蒼樹山   | 2    | 2    | 安芸乃島 | 5    | 2    | 曙       | 0    | 1    | 朝乃翔 | 1    | 3    |
| 朝乃若   | 1    | 3    | 旭豊     | 0    | 2    | 恵那櫻   | 1    | 0    | 巨砲   | 1    | 1    |
| 大若松   | 0    | 1    | 小城錦   | 5    | 3    | 小城ノ花 | 5    | 4    | 魁皇   | 1    | 2    |
| 春日富士 | 8    | 9    | 北勝鬨   | 9    | 9    | 旭道山   | 3    | 5    | 霧島   | 3    | 8    |
| 起利錦   | 2    | 3    | 久島海   | 1    | 3    | 琴稲妻   | 4    | 5    | 琴ヶ梅 | 4(1) | 5    |
| 琴椿     | 0    | 3    | 琴錦     | 1    | 1    | 琴ノ若   | 6    | 3    | 琴富士 | 5    | 6    |
| 琴別府   | 3    | 4    | 小錦     | 3    | 6    | 敷島     | 2    | 0    | 大至   | 1    | 1    |
| 大翔鳳   | 7    | 6    | 大翔山   | 4    | 3    | 大善     | 2    | 4    | 貴闘力 | 1    | 4    |
| 貴ノ浪   | 3    | 3    | 貴乃花   | 0    | 4    | 隆三杉   | 8    | 6    | 立洸   | 2    | 4    |
| 玉海力   | 4    | 1    | 常の山   | 2    | 1    | 寺尾     | 4    | 1    | 時津洋 | 4    | 8    |
| 土佐ノ海 | 0    | 1    | 栃乃藤   | 1    | 1    | 栃乃和歌 | 0    | 4    | 巴富士 | 3    | 1    |
| 智乃花   | 4    | 4    | 豊ノ海   | 8    | 3    | 浪之花   | 1    | 2    | 濱ノ嶋 | 2    | 2    |
| 肥後ノ海 | 2    | 4    | 日立龍   | 0    | 2    | 舞の海   | 6    | 7    | 三杉里 | 2    | 5    |
| 水戸泉   | 6    | 5    | 湊富士   | 5    | 3    | 武蔵丸   | 1    | 4    | 武双山 | 0    | 1    |
| 両国     | 1    | 2    | 若翔洋   | 5    | 1    | 若瀬川   | 0    | 1    | 若乃花 | 1    | 1    |
| 和歌乃山 | 4    | 0    |          |      |      |          |      |      |        |      |      |

## 改名歴
- 前秀峰 良三（まえしゅうほう りょうぞう、1981年5月場所 - 1984年1月場所）
- 秀峰 克巳（しゅうほう かつみ、1984年3月場所 - 1984年7月場所）
- 浜千鳥 克巳（はまちどり かつみ、1984年9月場所 - 1986年9月場所）
- 鬼雷砲 良三（きらいほう りょうぞう、1986年11月場所 - 1993年9月場所）
- 鬼雷砲 良蔵（きらいほう りょうぞう、1993年11月場所 - 1996年7月場所（引退））

## 年寄変遷
- 佐ノ山 良蔵（さのやま りょうぞう、1996年7月 - 1997年11月）
- 山響 良蔵（やまひびき -、1997年11月 - 1999年3月（退職））